# Taxigramma multipunctata
Taxigramma multipunctata är en tvåvingeart som först beskrevs av Camillo Rondani 1859.  Taxigramma multipunctata ingår i släktet Taxigramma och familjen köttflugor.
Artens utbredningsområde är Italien. Inga underarter finns listade i Catalogue of Life.